# 比克勒
比克勒（挪威語：Bykle）是挪威阿格德爾郡的一個市镇，行政中心为比克勒村。市镇面积为1,467平方公里，人口数量为965人（2020年），人口密度为每平方公里0.8人。